# 布雷默顿
布雷默頓（英語：Bremerton）是一個位於美國華盛頓州基沙普縣（Kitsap County）的海岸城市與軍港，人口37,259人（2000年統計）的該市是基沙普半島上最大的聚落，也是美國海軍位於西岸最重要的軍用造船與船舶維修廠——普吉特灣海軍造船廠暨中繼維修設施（PSNS & IMF）與基察普海軍基地的所在地。布雷默頓可依靠渡輪與位在海灣對岸的西雅圖市區連結，渡輪接駁單程需時約55分鐘。

## 姐妹市
姐妹市列表：
- 日本廣島縣吳市
- 菲律賓奧隆阿波

## 外部連結
- 布雷默頓官方網站 （页面存档备份，存于）
- 基特薩普縣遊客資訊 - 布雷默頓（昔日存檔）
- 基特薩普縣立圖書館網站 （页面存档备份，存于）